# Parque Gigante
O Parque Gigante é uma área recreativa e campestre pertencente ao Sport Club Internacional, destinada a sócios do clube, situada às margens do Lago Guaíba, em Porto Alegre, Rio Grande do Sul.

## História
O Parque Gigante foi fundado no dia 20 de janeiro de 1983. A partir de 29 de novembro de 1992, foi batizado com o nome de Ephraim Pinheiro Cabral, homenageando o ex-presidente do clube, autor do projeto de doação do terreno.

## Estatuto
Os sócios do Parque Gigante, admitidos antes de 13 de novembro de 1990, terão direito a voto, assegurado contratualmente.

## Área
O Parque Gigante pertence ao Sport Club Internacional e faz parte do Complexo Beira-Rio.
Área de 13 hectares oferecida aos sócios que encontram as dependências de esporte e lazer às margens do Rio Guaíba.

## Piscina térmica
A piscina térmica foi inaugurada no dia 30 de abril de 1997 dentro do Parque Gigante, oferece aulas de natação e hidroginástica tanto para sócios como para não-sócios.

## Academia
Dentro do Parque Gigante existe uma academia que antigamente era terceirizada, mas com fim do contrato, o Internacional inaugurou a academia oficial do clube no dia 31 de agosto de 2009.